# 托曼·卡頓
托曼·卡頓（Tolman "Tom" Cotton）是托爾金（J. R. R. Tolkien）奇幻小說《魔戒》的虛構角色。他是居住在夏爾（Shire）的一名哈比人（Hobbits）。他是小玫·卡頓（Rose Cotton）的父親，喜歡山姆·詹吉（Samwise Gamgee），希望女兒可以嫁給山姆。
托曼·卡頓在魔戒聖戰（War of the Ring）時期，協助梅里雅達克·烈酒鹿（Meriadoc Brandybuck）、皮瑞格林·圖克（Peregrin Took）及佛羅多·巴金斯（Frodo Baggins）收復夏爾。農場為作戰根據地，對抗佔領夏爾的流氓。他參與臨水之戰（Battle of Bywater），擊倒許多流氓。